# Samarcanda (brano musicale)
Samarcanda è un brano musicale di Roberto Vecchioni del 1977. Tra i brani più famosi dell'artista, contribuì a renderlo noto al grande pubblico.

## Tema
La canzone, dal ritmo e il ritornello molto orecchiabili, narra di un soldato che, sopravvissuto alla guerra appena finita, sta festeggiando lo scampato pericolo quando, all'improvviso, tra la folla vede una donna vestita di nero che lo guarda "con malignità", personificazione della morte. Credendo che sia lì per lui, chiede al suo re di dargli un cavallo per scappare e fugge via in un paese lontano (Samarcanda) ma, proprio in quel luogo, trova la morte ad attenderlo. Il destino ha voluto che il soldato sia scappato proprio dove la morte lo aspettava e di aver pertanto cooperato al proprio tragico destino.

## Ispirazione
La canzone, come riportato nell'interno della copertina dell'album omonimo e anni dopo in un'intervista su Parole e Canzoni a cura di Vincenzo Mollica, è ispirata ad una favola orientale presente nell'incipit del romanzo Appuntamento a Samarra di John Henry O'Hara e nelle Storie di Maghrebinia di Gregor von Rezzori (una storia simile è narrata nel Talmud). Stando a quanto ha dichiarato Vecchioni in numerose interviste, «l'idea di Samarcanda ce l'avevo da molti anni, ma la spinta a scriverla materialmente mi venne dalla morte di mio padre: è una favola, grottesca, sadica e cattiva.»

## Registrazione e pubblicazione
La traccia venne registrata da Roberto Vecchioni assieme ad Alessandro "Billy" Zanelli dei Madrugada (basso), Mauro Paoluzzi (percussioni, chitarra elettrica) e Paky Canzi (tastiera) de I Nuovi Angeli, Toni Esposito (attrezzi da cucina) e Angelo Branduardi (violino, flauto dolce).
Nel 1977, Samarcanda venne edito negli omonimi album e 45 giri, che ha come lato B la traccia Canzone per Sergio. Samarcanda compare anche in molte compilation dell'artista.

## Cover
Versioni della stessa canzone saranno incise:
- nel 1978 da Lena Valaitis, in lingua tedesca, con il titolo Oh Cavallo (Don Quichotte), testo di Christian Heilburg;
- nel 1986 da i Ricchi e Poveri nell'album Dimmi quando;
- nel 1987 da I Nuovi Angeli nella raccolta Al ventesimo anno;
- nel 2009 da i Solis String Quartet con lo stesso Vecchioni
- da Petr Rezek, in lingua ceca, dal titolo Kapelo, hraj! con la parte testuale a cura di J. Navrátil (Supraphon, 1 43 2227).

## Formazione
- Roberto Vecchioni – voce
- Billy Zanelli – basso
- Paky Canzi – tastiera
- Mauro Paoluzzi – percussioni, chitarra elettrica
- Tony Esposito – cucchiai, pentole
- Angelo Branduardi – violino, flauto dolce